# Kanton Vinça
Vinça is een voormalig kanton van het Franse departement Pyrénées-Orientales. Het kanton maakte deel uit van het arrondissement Prades. Het werd opgeheven bij decreet van 26 februari 2014 met uitwerking op 22 maart 2015.

## Gemeenten
Het kanton Vinça omvatte de volgende gemeenten:
- Baillestavy
- Boule-d'Amont
- Bouleternère
- Casefabre
- Espira-de-Conflent
- Estoher
- Finestret
- Glorianes
- Ille-sur-Têt
- Joch
- Marquixanes
- Montalba-le-Château
- Prunet-et-Belpuig
- Rigarda
- Rodès
- Saint-Michel-de-Llotes
- Valmanya
- Vinça (hoofdplaats)